# Nika Dsalamidse
Nika Dsalamidse (georgisch ნიკა ძალამიძე; * 6. Januar 1992 in Tiflis, Georgien) ist ein georgischer ehemaliger Fußballspieler.

## Karriere

### Verein
Dsalamidse begann mit dem Vereinsfußball bei Baia Sugdidi und wurde hier 2007 in den Profikader aufgenommen. 2010 lieh ihn ZSKA Moskau aus und setzte ihn in seiner Nachwuchsabteilung ein. 2011 verlieh ihn sein Verein an den polnischen Klub Widzew Łódź aus. 2012 verpflichtete ihn dann  der polnische Erstligist Jagiellonia Białystok.
Anfang 2016 wechselte er in die türkische Süper Lig zu Çaykur Rizespor. Doch schon sechs Monate später ging er zurück nach Polen zu Górnik Łęczna. Dann folgten Stationen beim FC Juventus Bukarest, Dinamo Tiflis und dem russischen Zweitligisten Baltika Kaliningrad. Seit dem 1. Januar 2019 war Dsalamidse ohne Verein, dann folgten Engagements in seiner Heimat und anschließend bis 2022 auf Malta.

### Nationalmannschaft
Dsalamidse startete seine Nationalmannschaftskarriere 2007 mit einem Einsatz für die georgische U-17-Nationalmannschaft. Nachfolgend spielte er für die georgische U-19- und die U-21-Nationalmannschaft.
Im Mai 2012 debütierte er für die georgische Nationalmannschaft.